# الرياحنة ايغود (إيغود)
الرياحنة ايغود هي إحدى مشيخات المملكة المغربية، تتبع جغرافيا لإقليم اليوسفية وإداريًا لإيغود. يقدر عدد سكانها بـ 6106 نسمة حسب الإحصاء الرسمي للسكان والسكنى لسنة 2004.